# Гераклід Міласький
Гераклід (дав.-гр. Ἡρακλείδης), Гераклід Міласький — давньогрецький полководець V ст. до н. е.. Молодший син правителя Міласи Ібанолія.
Брав участь в Іонійському постанні (500–494 рр. до н. е. як ватажок карійців, що підтримували повстанців. Зокрема керував загоном, що у 496 р. до н. е. під Педасом знищив перське військо на чолі з Даврісом. Після поразки повстанців при Ладе разом з Діонісієм Фокейським вирушив до Західного Середземномор'я. Вочевидь зарекомендував себе вправним керівником, бо массаліоти врешті поставили його на чолі свого флоту.
У 484 р. до н. е. біля Артемісія Іберійського завдав поразки карфагенянам. Використав під час цього бою новаторську тактику побудови флоту у дві лінії — пунійці, які застосували традиційну фінікійську тактику і, прорвавши першу лінію, одразу розгорнули кораблі для флангового тарану, були несподівано атаковані другою лінією грецьких трирем. Карфагеняни змушені були укласти мир, згідно з яким узбережжя на північ від Артемісія визнавалося володінням Массалії.